# Juan Rubén Martínez
Juan Rubén Martínez (Vicente López, Buenos Aires, 20 de janeiro de 1953), é o atual bispo de Posadas, Misiones.
Foi ordenado sacerdote em 22 de dezembro de 1979 em San Isidro. Foi eleito bispo de Reconquista em 12 de fevereiro de 1994 e, posteriormente, ordenado em 19 de março de 1994. Em 25 de novembro de 2000, foi transferido como quarto bispo de Posadas e sua posse nesta sé ocorreu em 10 de março de 2001. Na Conferência Episcopal da Argentina é Presidente da Comissão Episcopal para o Apostolado dos Leigos e da Família.